# Feldkirch (França)
Feldkirch (en alsacià Faldkírech) és un municipi francès, situat a la regió del Gran Est, al departament de l'Alt Rin. L'any 2008 tenia 957 habitants.

## Demografia
| 1962 | 1968 | 1975 | 1982 | 1990 | 1999 |
| ---- | ---- | ---- | ---- | ---- | ---- |
| 628  | 632  | 729  | 712  | 835  | 910  |

## Administració
| Període   | Identitat       | Partit |
| --------- | --------------- | ------ |
| 2001-2006 | Marcel Haenny   |        |
| 2006-2008 | Attilio Ugolini |        |
| 2008-     | Bertrand Felly  |        |